# Mohammad Shamsuddin (Sprinter)
Mohammad Shamsuddin (bengalisch মোহাম্মদ শামসুদ্দিন; geb. 15. September 1983) ist ein ehemaliger bangladeschischer Sprinter.
Er trat bei den Olympischen Sommerspielen 2004 in Athen an. Im Wettbewerb 100 m schied er in den Vorläufen aus. Er war Student der Islamic University.